# Hemiancistrus pankimpuju
Hemiancistrus pankimpuju är en fiskart som beskrevs av Nathan K. Lujan och Chamon 2008. Hemiancistrus pankimpuju ingår i släktet Hemiancistrus och familjen Loricariidae. Inga underarter finns listade i Catalogue of Life.